# Hilarion (Juszenow)
Hilarion, imię świeckie Iwan Jewfimiejewicz Juszenow (ur. 10 lutego?/22 lutego 1824 w Nowym, zm. 5 stycznia?/18 stycznia 1904) – rosyjski biskup prawosławny, święty prawosławny.

## Życiorys
Był synem kapłana prawosławnego. W 1844 ukończył seminarium duchowne w Smoleńsku. W tym samym roku biskup smoleński Tymoteusz polecił mu ożenić się ze swoją krewną, wychowującą się dotąd w żeńskim monasterze, a następnie przyjąć święcenia kapłańskie. 5 listopada 1844 przyszły hierarcha został wyświęcony na kapłana i objął parafię w Kołkowiczach. Po dwóch latach został przeniesiony do pracy duszpasterskiej w żeńskim monasterze Wniebowstąpienia Pańskiego w Smoleńsku. W 1856 zmarła jego żona, zaś w roku następnym, w czasie epidemii cholery, także siedmioletnia córka. Duchowny wyjechał wówczas do Kijowa i dzięki poparciu metropolity kijowskiego i halickiego Filareta został przyjęty do Kijowskiej Akademii Duchownej. Arcybiskup smoleński Tymoteusz polecił jednak ks. Juszenowowi wrócić do Smoleńska i zająć się wychowaniem dwóch niepełnoletnich synów. Od 1859 duchowny był proboszczem parafii przy katedralnym soborze w Smoleńsku oraz dziekanem parafii w Smoleńsku.
4 marca 1873 złożył wieczyste śluby mnisze, przyjmując imię Hilarion. 11 marca tego samego roku otrzymał godność ihumena, zaś dwa miesiące później został przełożonym monasteru Trójcy Świętej w Smoleńsku z godnością archimandryty i dziekanem monasterów eparchii smoleńskiej i wiaziemskiej. W 1878, dzięki rekomendacji byłego arcybiskupa smoleńskiego Antoniego, został namiestnikiem Ławry Pieczerskiej. 30 marca 1884 Świątobliwy Synod Rządzący nominował go do przyjęcia chirotonii biskupiej z tytułem biskupa priłuckiego, wikariusza eparchii połtawskiej. Ceremonia ta odbyła się 29 kwietnia tego samego roku w soborze Trójcy Świętej Ławry Aleksandra Newskiego z udziałem konsekratorów: metropolity petersburskiego i ładoskiego Izydor, arcybiskupów warszawskiego i chełmskiego Leoncjusza, twerskiego Sawy, jarosławskiego i rostowskiego Jonatana oraz biskupa ładoskiego Arseniusza. Siedzibą biskupa pryłuckiego była Połtawa, pozostawał on przełożonym monasteru Podwyższenia Krzyża Pańskiego w Połtawie.
W 1886 Święty Synod wyznaczył biskupa Hilariona do objęcia katedry połtawskiej. Urząd ten pełnił do śmierci.
W 2014 Święty Synod Ukraińskiego Kościoła Prawosławnego Patriarchatu Moskiewskiego ogłosił go świętym. Jego kult ma charakter lokalny i ogranicza się do terytorium eparchii połtawskiej. Dzień wspomnienia liturgicznego przypada w rocznicę kanonizacji (16 września).